# Medinilla (roślina)

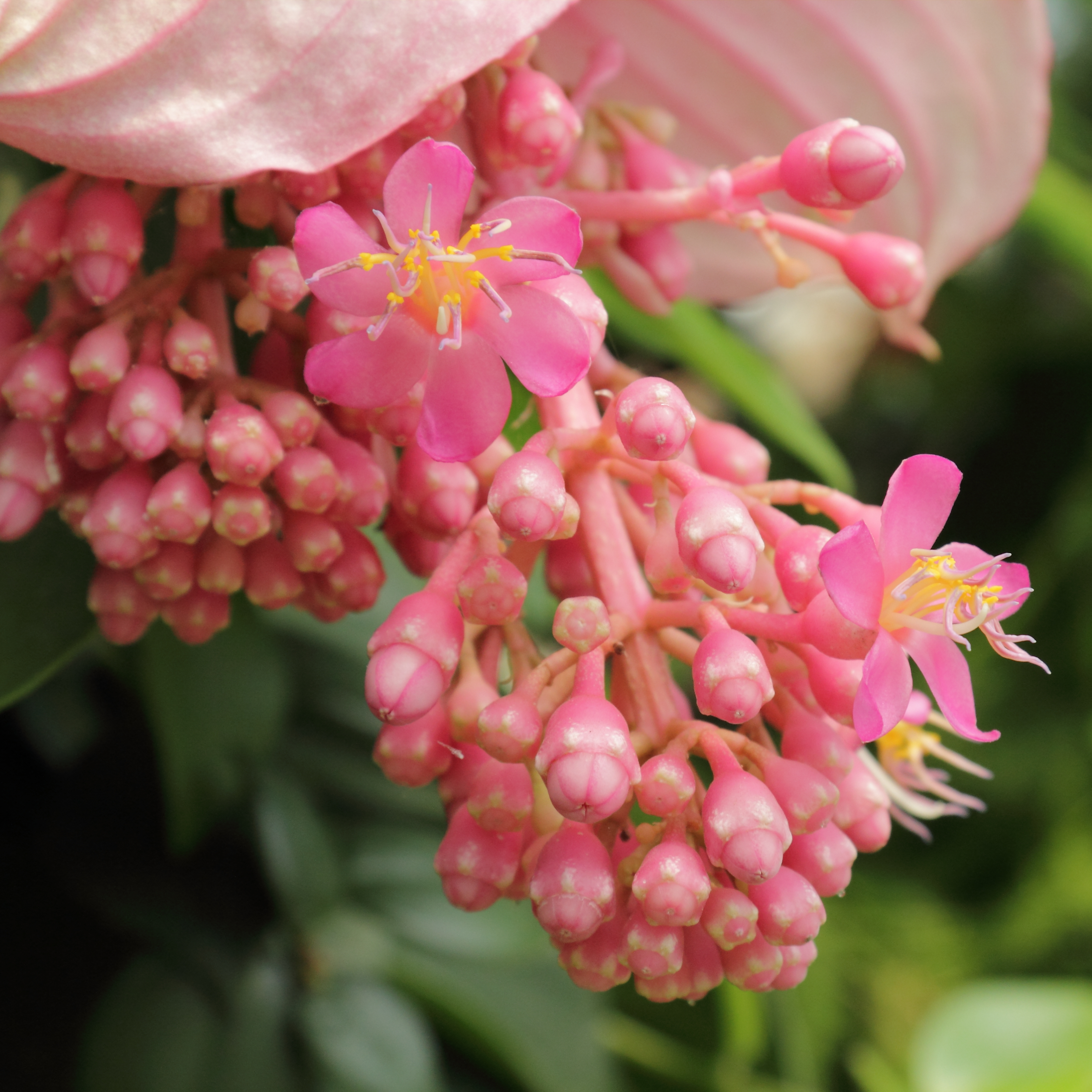
Kwiatostan medinilli wspaniałej

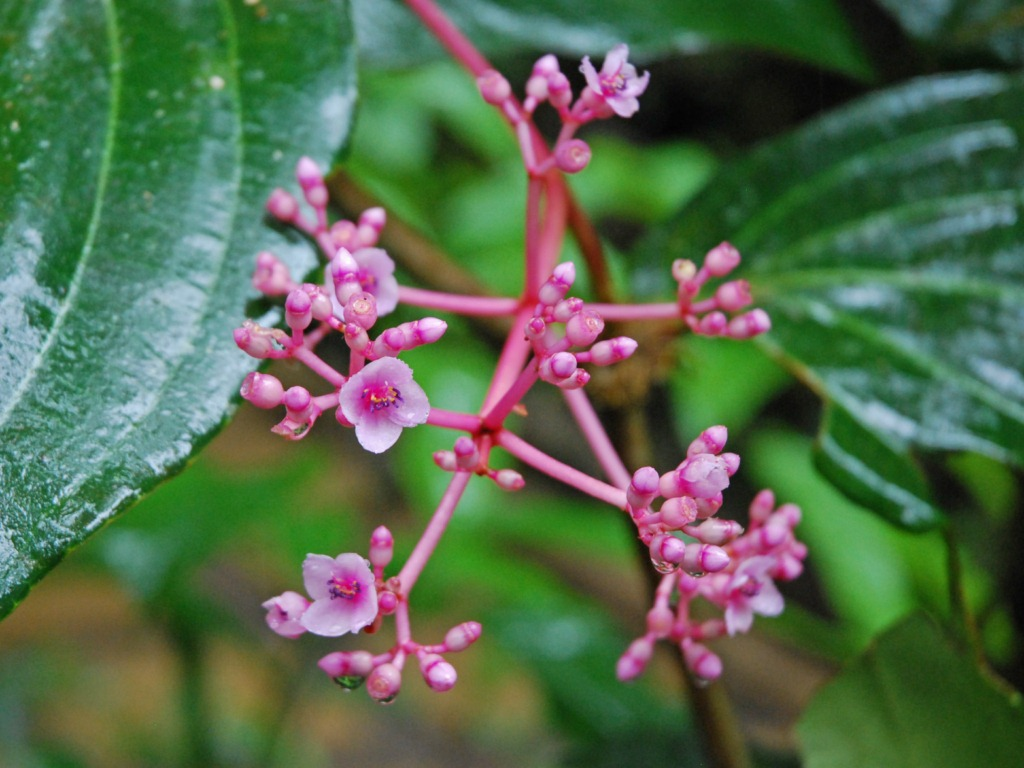
Medinilla beamanii

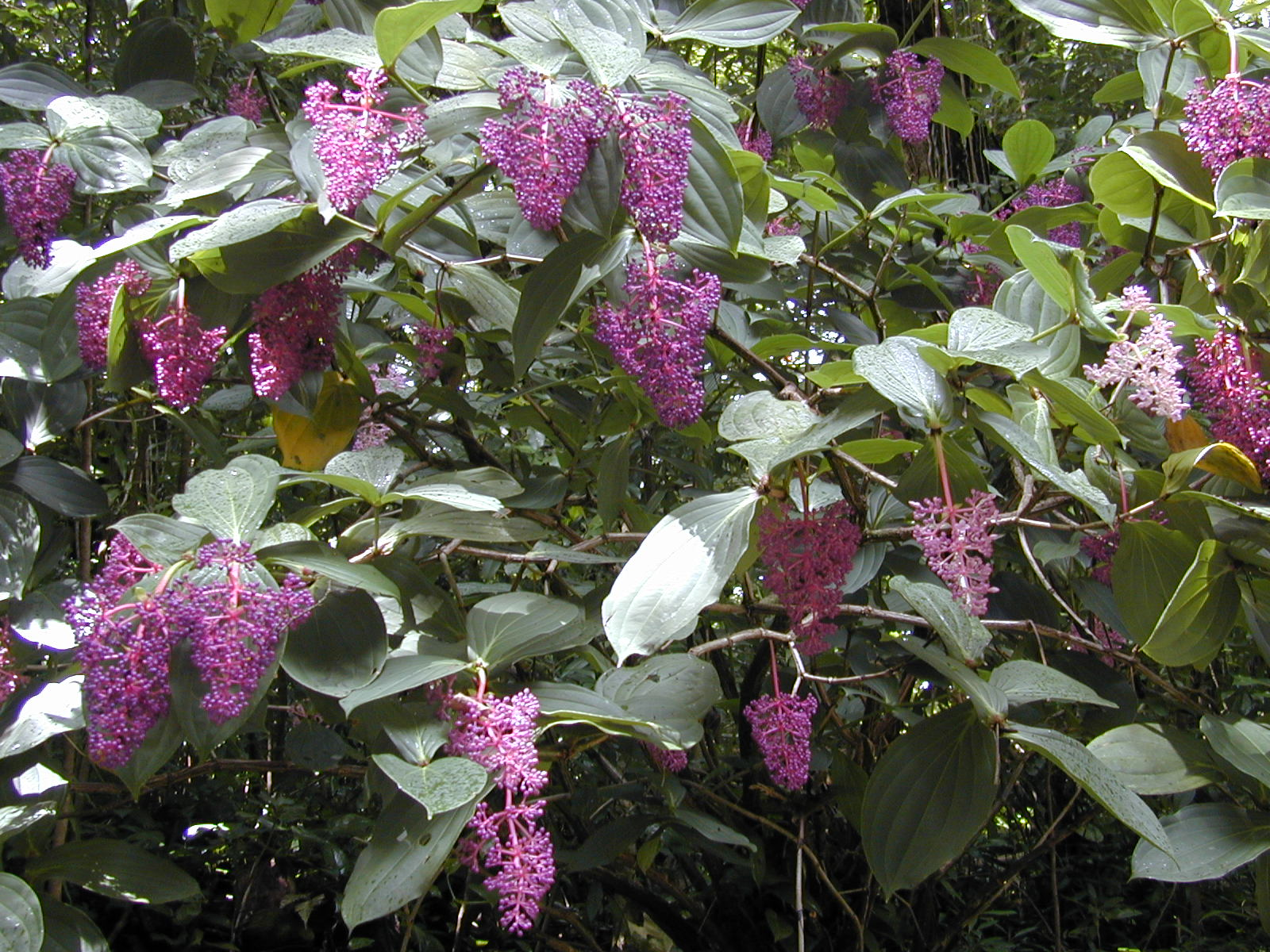
Medinilla cummingii

Medinilla  (Medinilla Gaudich. ex DC.) – rodzaj roślin z rodziny zaczerniowatych. Obejmuje 375–376 gatunków. Występują one na obszarach tropikalnych Starego Świata, przy czym najbardziej zróżnicowane są na Madagaskarze (ok. 70 gatunków), Filipinach (ok. 80), Nowej Gwinei (ok. 85) i Borneo (ok. 50). W Afryce równikowej (od Liberii po Tanzanię) występują 3–4 gatunki, liczne gatunki rosną w Azji Południowo-wschodniej, na północy sięgając po Chiny (w których zarejestrowano 11 gatunków), obecne są w północno-wschodniej Australii (na tym kontynencie jednak tylko jeden gatunek). Na wschodzie zasięg rodzaju sięga po wyspy Fidżi i Samoa, choć na leżącej bliżej Australii Nowej Kaledonii brak jego przedstawicieli. Ze względu na rozmieszczenie roślin z tego rodzaju uznawany jest za pochodzący z Gondwany. 
Medinille rosną zwykle w mszystych, wilgotnych lasach, zarówno nizinnych, jak i górskich. Wiele gatunków ma bardzo ograniczony zasięg lub znanych jest z pojedynczych stanowisk. Z 5 gatunków poddanych ocenie na czerwonej liście IUCN cztery zaliczone zostały do różnych kategorii zagrożenia.
Niektóre gatunki, w szczególności medinilla wspaniała M. magnifica, uprawiane są jako ozdobne rośliny doniczkowe, zwłaszcza w ogrodach zimowych. Niektóre gatunki wykorzystywane są także w ziołolecznictwie, np. liśćmi M. radicans leczy się dyzenterię, a z M. macrocarpa wytwarza się w Indonezji środki przeciw różnym truciznom.
Rośliny w uprawie wymagają podłoża żyznego, próchnicznego, przepuszczalnego i wilgotnego, należy je obficie podlewać i nawozić, nie znoszą spadków temperatur poniżej 18°C. 
Nazwa rodzajowa upamiętnia hiszpańskiego gubernatora Marianów – Jose de Medinilla y Pineda.

## Morfologia

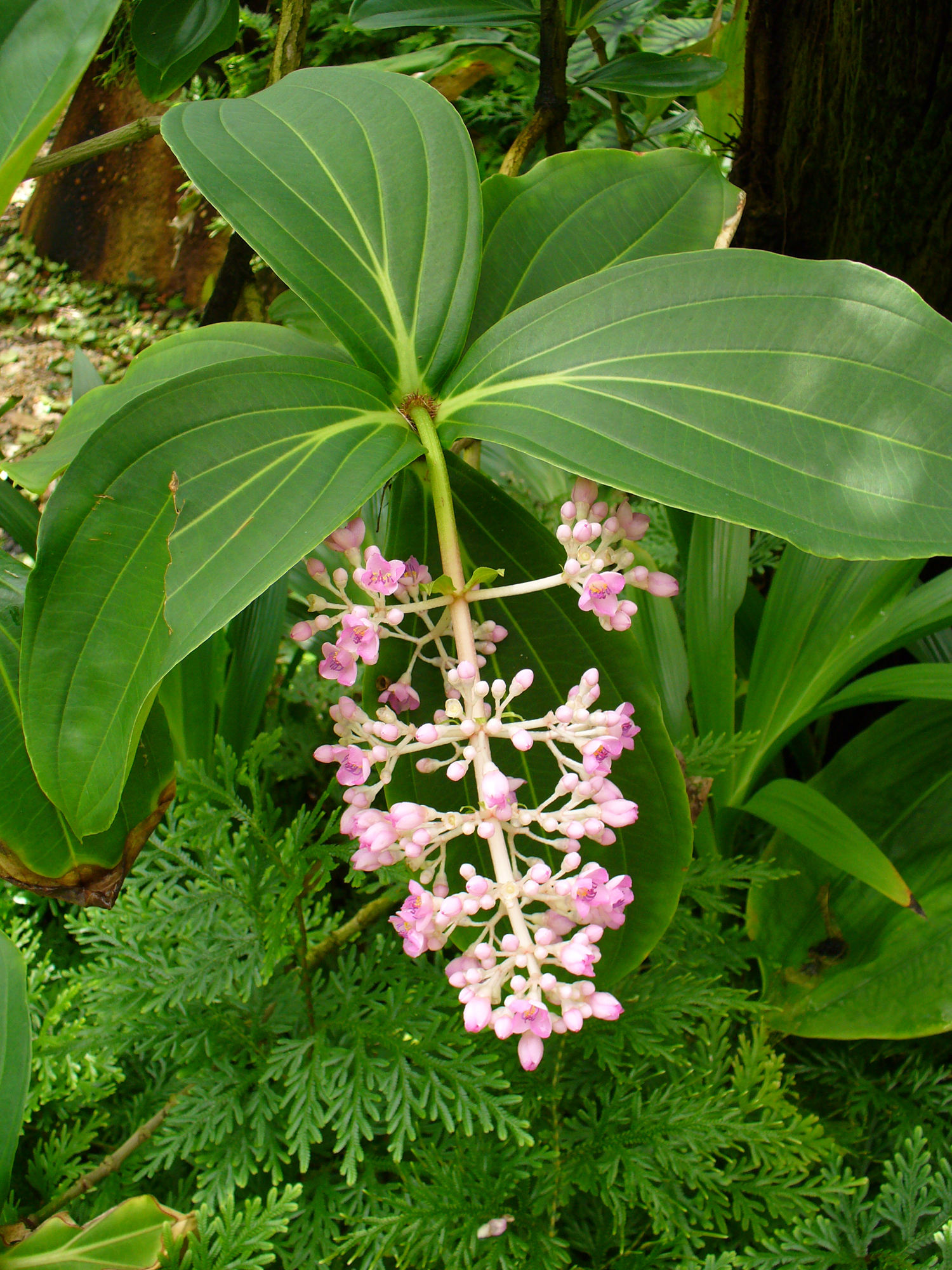
Medinilla myriantha

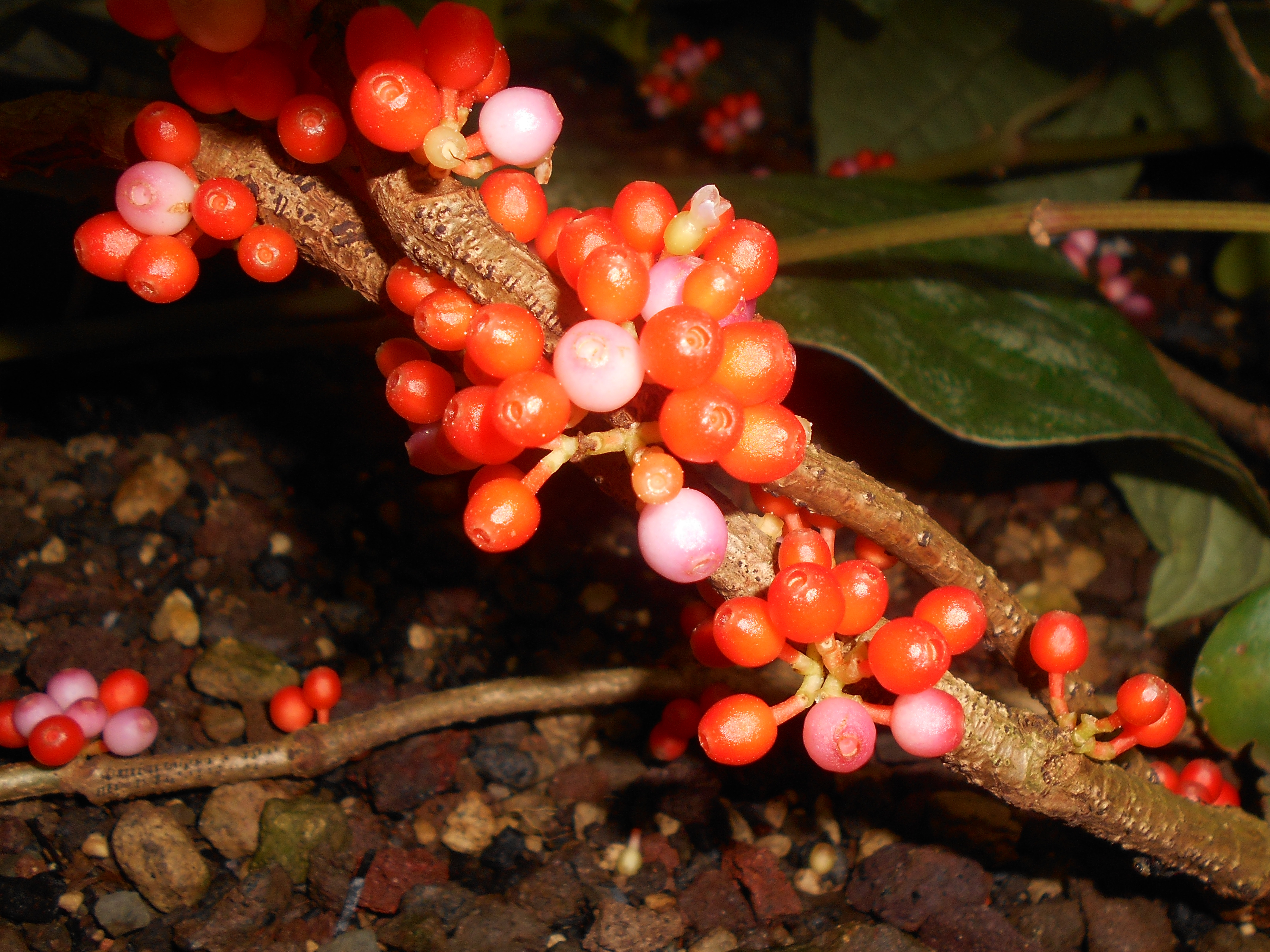
Medinilla myrmecorhiza

PokrójNaziemne i epifityczne krzewy o pędach wyprostowanych, zwisających lub płożących, rzadziej pnącza (czepiające się podpór korzeniami) i niewielkie drzewa. Pędy na przekroju okrągłe lub czterokanciaste, czasem gruboszowate i korkowaciejące. Rośliny nagie, rzadziej różne części oprószone, pokryte drobnymi, brązowymi łuseczkami lub różnego rodzaju włoskami.
LiściePojedyncze i zwykle nagie, naprzeciwległe lub okółkowe (po trzy lub cztery), rzadko skrętoległe, siedzące lub ogonkowe, całobrzegie lub ząbkowane. Blaszka z jedną lub większą liczbą wiązek przewodzących biegnących wzdłuż liścia, zwykle wyraźnych. Blaszki często skórzaste. Czasem występuje anizofilia. U części gatunków na ogonku występują nibyprzylistki – drobne klapki oddzielone od pozostałej części blaszki.
KwiatyZebrane w zwisające kwiatostany wierzchotkowe i wierzchotkowo-wiechowate wyrastające na szczytach pędów, w kątach liści lub z węzłów na bezlistnych łodygach i z szyi korzeniowej. Przysadki i podsadki obecne, czasem drobne i odpadające, często okazałe i barwne (zwykle różowe). Kwiaty zwykle czterokrotne, rzadziej 5- i 6-krotne. Hypancjum i kielich półkuliste, lejkowate, walcowate lub dzwonkowate, działki cienkie lub mięsiste, na szczycie rąbek kielicha bywa niepodzielony, ząbkowany lub z niewielkimi, nieregularnymi klapami, czasem łatki działek okazałe, na końcu zaostrzone. Płatki korony równej wielkości lub rzadziej nierówne, zwykle jajowate, podługowate lub okrągławe, najczęściej białe lub czerwone. Pręciki w liczbie od 8 do 16 (dwukrotnie większej od liczby płatków), podobne wielkością lub zróżnicowane. Pylniki równowąskie, lancetowate lub podługowate, na szczycie z dzióbkiem, otwierające się pojedynczym porem, rzadziej dwoma. Zalążnia dolna, zwykle jajowata4-, 5- lub 6-komorowa. Szyjka słupka cienka zakończona słabo widocznym lub główkowatym znamieniem.
OwoceJajowate, kuliste lub urnowate jagody zamknięte w trwałych kielichach. Początkowo zielone, dojrzewając stają się czerwone do fioletowoczarnych. Zawierają liczne (od 50 do 100), drobne nasiona (poniżej 1 mm średnicy) o łupinie gładkiej lub punktowanej.

## Systematyka

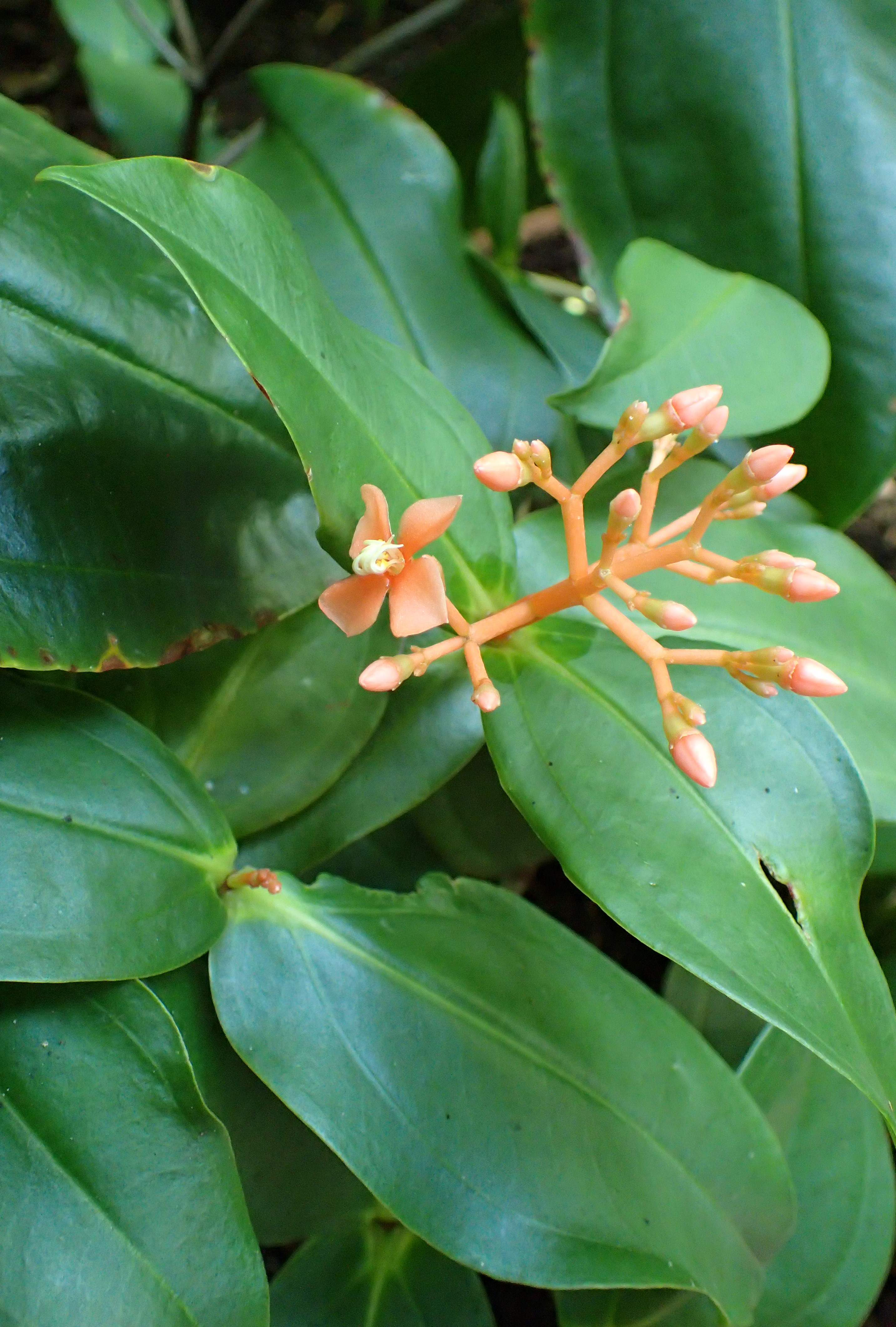
Medinilla scortechinii

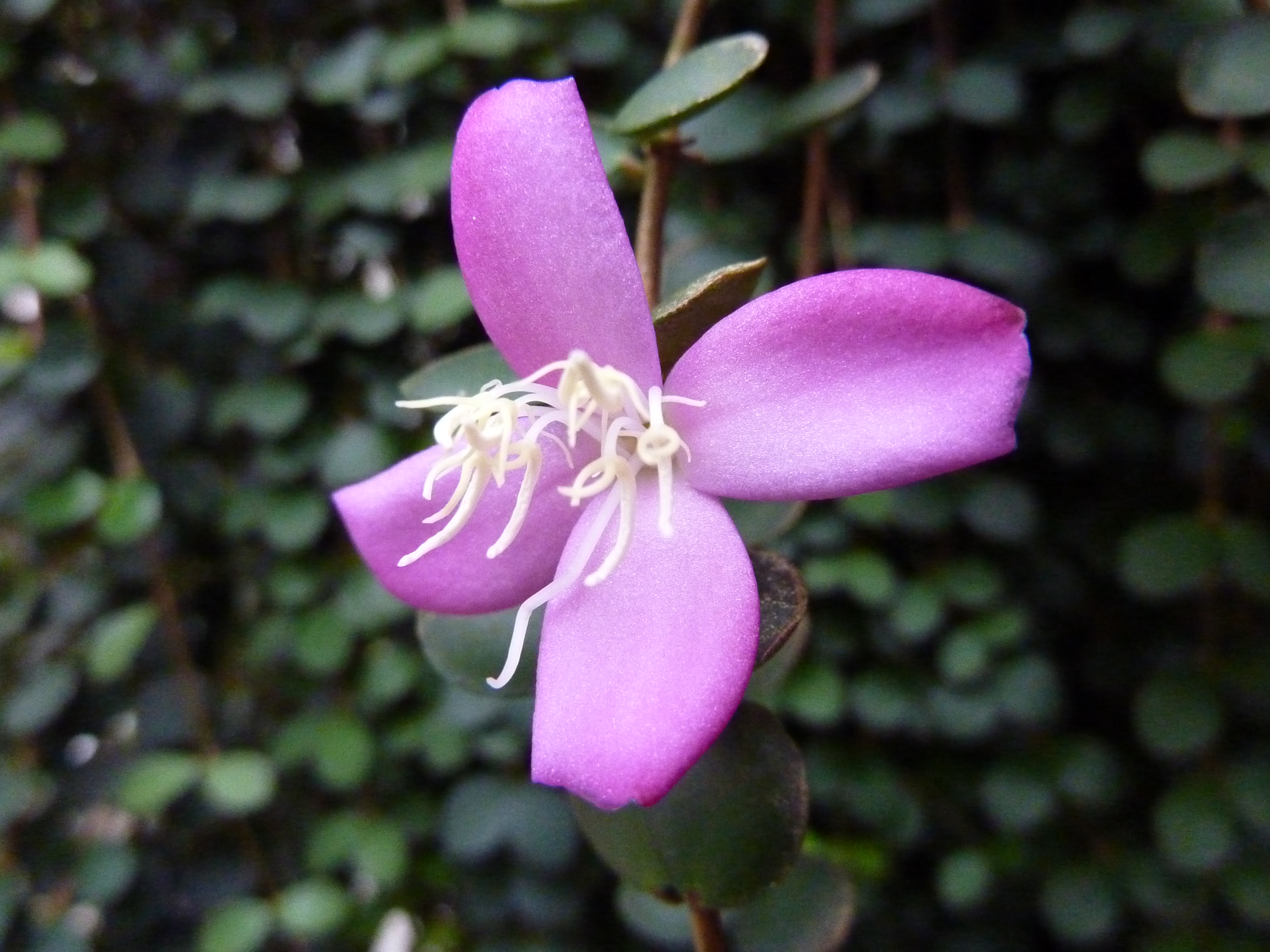
Medinilla sedifolia

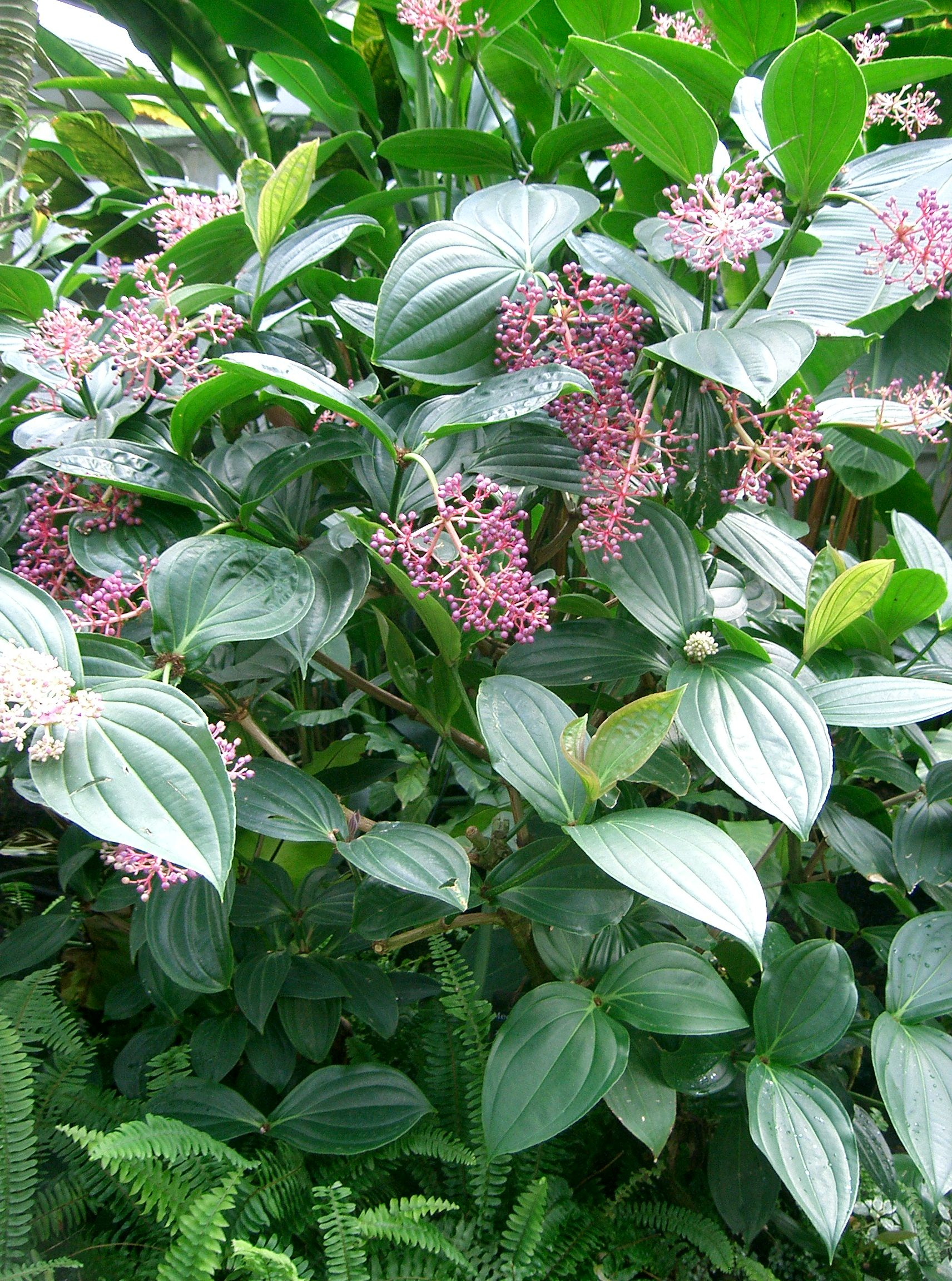
Medinilla speciosa

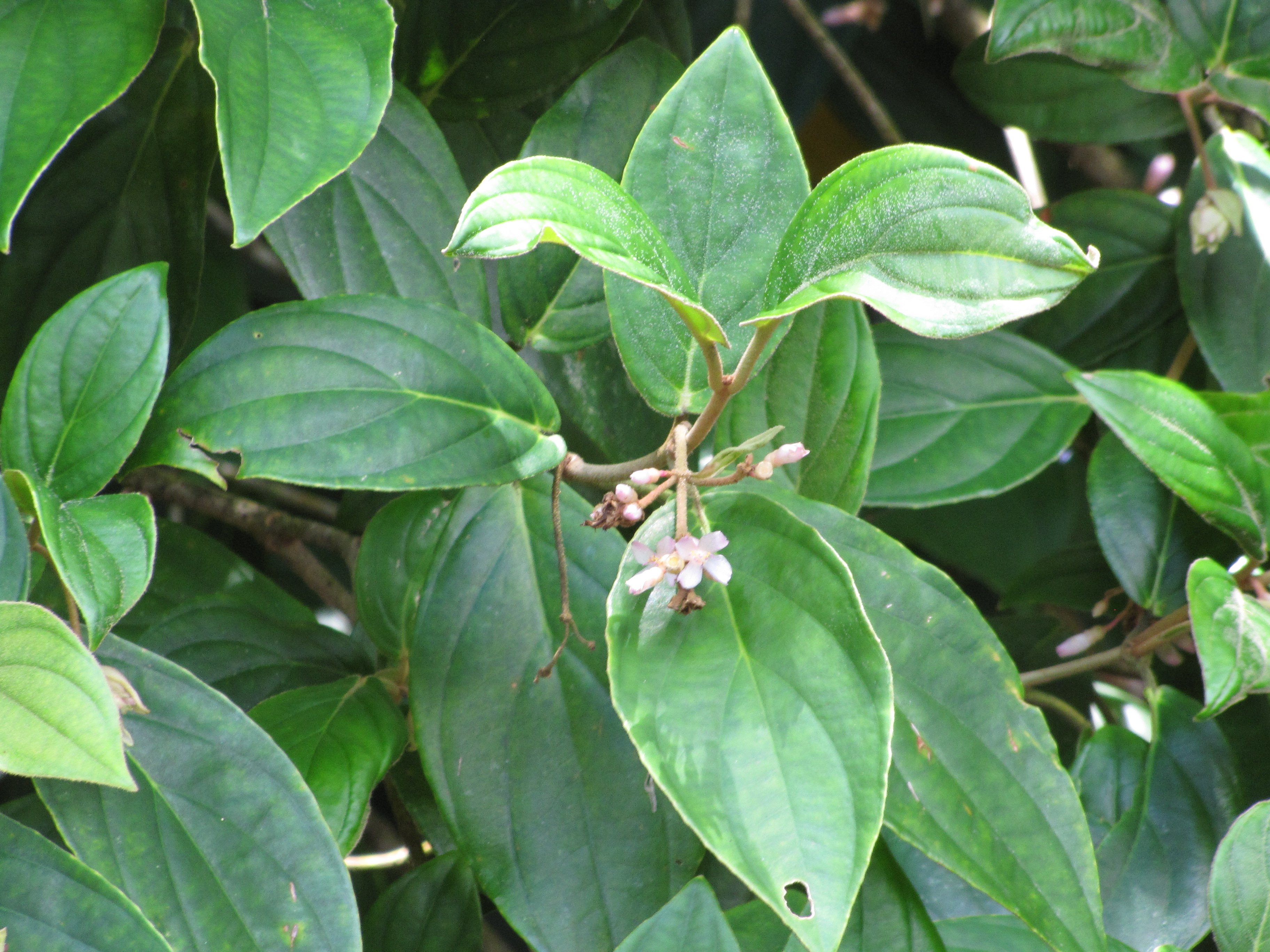
Medinilla venosa

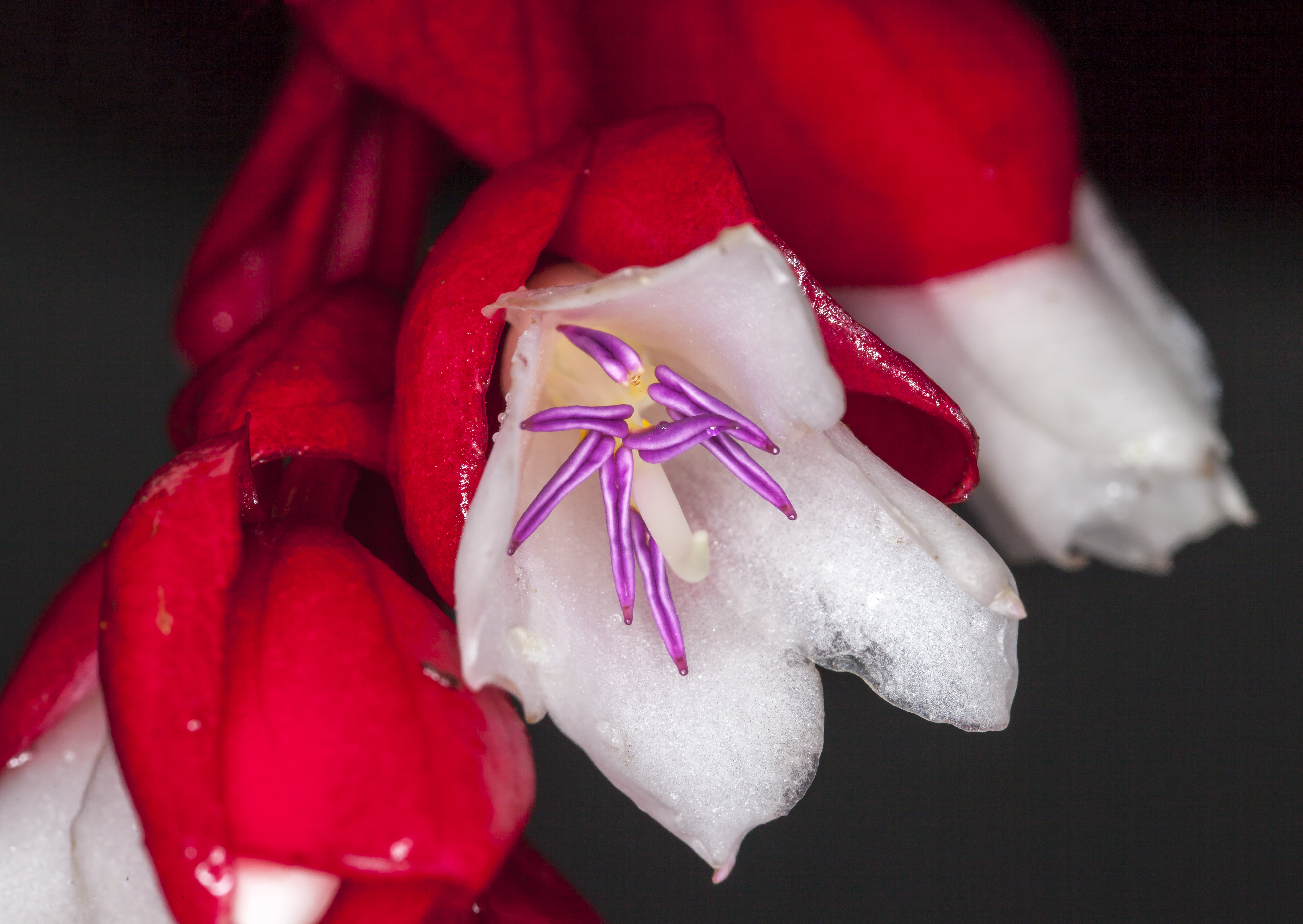
Medinilla waterhousei

Rodzaj z rodziny zaczerniowatych Melastomataceae. W jej obrębie klasyfikowany jest do podrodziny Melastomatoideae Seringe i plemienia Dissochaeteae Triana.
Wykaz gatunków
- Medinilla acutialata Pócs & Khoi
- Medinilla acutissimifolia H.Perrier
- Medinilla aggregata Bakh.f.
- Medinilla alata Baker f.
- Medinilla albida Merr. & L.M.Perry
- Medinilla albiflora H.Perrier
- Medinilla allantocalyx Regalado
- Medinilla alpestris Blume
- Medinilla ambrensis Jum. & H.Perrier
- Medinilla amplectens Regalado
- Medinilla amplexicaulis Blume
- Medinilla amplifolia Merr.
- Medinilla anamalaiana Sasidh. & Sujanapal
- Medinilla andasibeensis Jum. & H.Perrier
- Medinilla andrarangensis Jum. & H.Perrier
- Medinilla angustifolia Jum. & H.Perrier
- Medinilla angusto-acuminat a Bakh.f.
- Medinilla anisophylla Merr.
- Medinilla ankaizinensis H.Perrier
- Medinilla annulata C.B.Rob.
- Medinilla annulifera Ohwi
- Medinilla anomala Cogn.
- Medinilla antonii Elmer
- Medinilla apayaoensis Merr.
- Medinilla apoensis C.B.Rob.
- Medinilla arboricola F.C.How
- Medinilla archboldiana A.C.Sm.
- Medinilla arfakensis Baker f.
- Medinilla arunachalica G.D.Pal
- Medinilla ascendens Jum. & H.Perrier
- Medinilla astronioides Triana
- Medinilla atroviridis Regalado
- Medinilla aurantiiflora Elmer
- Medinilla auriculata Lauterb.
- Medinilla bakeriana Mansf.
- Medinilla balakrishnanii Jayanthi, Karthig., Sumathi & Diwakar
- Medinilla balls-headleyi F.Muell.
- Medinilla banahaensis Elmer
- Medinilla baronii Baker
- Medinilla basaltarum Jum. & H.Perrier
- Medinilla beamanii Regalado
- Medinilla beddomei C.B.Clarke
- Medinilla benguetensis Elmer
- Medinilla bicolor Merr.
- Medinilla bigradata H.Perrier
- Medinilla binaria Elmer
- Medinilla bismarck-ramuens is W.N.Takeuchi
- Medinilla blumeana Mansf.
- Medinilla boemiensis Kaneh. & Hatus. ex Ohwi
- Medinilla botryocarpa Regalado
- Medinilla brassii Markgr.
- Medinilla brevipes Merr.
- Medinilla buennemeyeri Bakh.f.
- Medinilla cacuminum Jum. & H.Perrier
- Medinilla calcicola Merr.
- Medinilla calcicrassa Jum. & H.Perrier
- Medinilla calelanensis Elmer
- Medinilla calliantha Merr. & L.M.Perry
- Medinilla campanulata Jum. & H.Perrier
- Medinilla capitata Merr.
- Medinilla cauliflora Hemsl.
- Medinilla celebica Blume
- Medinilla cephalantha Merr. & L.M.Perry
- Medinilla cephalophora Merr.
- Medinilla ceramensis Bakh.f.
- Medinilla chapelieri Cogn.
- Medinilla chermezonii H.Perrier
- Medinilla clarkei King
- Medinilla clathrata Bodegom
- Medinilla clemensiana Regalado
- Medinilla clementis Merr.
- Medinilla coccinea Baker f.
- Medinilla compacta Bakh.f.
- Medinilla compressicaulis Merr.
- Medinilla congesta Merr.
- Medinilla copelandii Merr.
- Medinilla corallina Cogn.
- Medinilla cordata Merr.
- Medinilla cordifolia Baker ex H.Perrier
- Medinilla coriacea Merr.
- Medinilla corneri Regalado
- Medinilla coronata Regalado
- Medinilla coursiana H.Perrier
- Medinilla crassata Elmer
- Medinilla crassifolia Blume
- Medinilla crassinervia Blume
- Medinilla crassiuscula Ohwi
- Medinilla crispata Blume
- Medinilla cucullata H.Perrier
- Medinilla cuernosensis Elmer
- Medinilla cummingii Naudin
- Medinilla cuneata (Thwaites) K.Bremer & Lundin
- Medinilla curranii Merr.
- Medinilla curtisii Veitch
- Medinilla cymosa Jum. & H.Perrier
- Medinilla dallciana Fernando & Balete
- Medinilla dallmannensis Kaneh. & Hatus. ex Ohwi
- Medinilla danumensis Regalado
- Medinilla decaryi H.Perrier
- Medinilla decora A.C.Sm.
- Medinilla dentata Veldkamp
- Medinilla disparifolia C.B.Rob.
- Medinilla divaricata Baker
- Medinilla diversifolia Kaneh.
- Medinilla dolichophylla Merr.
- Medinilla driessenioides Bakh.f.
- Medinilla elegans Elmer
- Medinilla endertii Regalado
- Medinilla engganensis Bakh.f.
- Medinilla engleri Gilg
- Medinilla ericarum Jum. & H.Perrier
- Medinilla ericoidea Steenis
- Medinilla erythrotricha Elmer
- Medinilla exigua Merr. & L.M.Perry
- Medinilla eximia Blume
- Medinilla falcata H.Perrier
- Medinilla fasciculata Baker
- Medinilla fasciculiflora Ohwi
- Medinilla fengii (S.Y.Hu) C.Y.Wu & C.Chen
- Medinilla fenicis Merr.
- Medinilla ferruginea Merr.
- Medinilla ferruginescens Ohwi
- Medinilla flagellifera Jum. & H.Perrier
- Medinilla forbesii Baker f.
- Medinilla formosana Hayata
- Medinilla fragilis Regalado
- Medinilla frodinii Bodegom
- Medinilla fuchsioides Gardner
- Medinilla furfuracea Merr.
- Medinilla gibbifolia Ohwi
- Medinilla glandulosa Bodegom
- Medinilla glomerata Jum. & H.Perrier
- Medinilla gracilis Veldkamp
- Medinilla grandifolia Bodegom
- Medinilla griffithii C.B.Clarke
- Medinilla halconensis Merr.
- Medinilla halogeton S.Moore
- Medinilla hayatana H.Keng
- Medinilla hellwigii Mansf.
- Medinilla heteromorphophyl la Guillaumin
- Medinilla heterophylla A.Gray
- Medinilla hexamera Baker f.
- Medinilla himalayana Hook.f. ex Triana
- Medinilla hollrungiana Mansf.
- Medinilla homoeandra (Stapf) M.P.Nayar
- Medinilla honbaensis Guillaumin
- Medinilla humbertiana H.Perrier
- Medinilla humblotii Cogn.
- Medinilla humilis Teijsm. & Binn.
- Medinilla hypericifolia Blume
- Medinilla ibityensis H.Perrier
- Medinilla inaequifolia C.B.Rob.
- Medinilla insignis Mansf.
- Medinilla interiaciens Bodegom
- Medinilla intermedia Blume
- Medinilla ivohibeensis H.Perrier
- Medinilla kajewskii Merr. & L.M.Perry
- Medinilla kambikambi A.C.Sm.
- Medinilla kandavuensis A.C.Sm.
- Medinilla kanehirae Ohwi
- Medinilla kaniensis Mansf.
- Medinilla kinabaluensis Regalado
- Medinilla korinchensis Ridl.
- Medinilla lagunae S.Vidal
- Medinilla lanceata (Nayar) C.Chen
- Medinilla lanceolata Baker
- Medinilla lancifolia Merr. & L.M.Perry
- Medinilla lasioclados Stapf
- Medinilla lateralis Merr.
- Medinilla latericia Regalado
- Medinilla laurifolia Blume
- Medinilla lauterbachiana Mansf.
- Medinilla laxiflora Ridl.
- Medinilla ledermannii Mansf.
- Medinilla lemurum H.Perrier
- Medinilla lenticellata Bodegom
- Medinilla leptophylla Baker
- Medinilla leucantha Merr. & L.M.Perry
- Medinilla leytensis Merr.
- Medinilla linearifolia Baker
- Medinilla longicymosa Gibbs
- Medinilla longifila Jum. & H.Perrier
- Medinilla longifolia Cogn.
- Medinilla longipedunculata  Cogn.
- Medinilla lophoclada Baker
- Medinilla loranthoides Naudin
- Medinilla lordbergiana Mansf.
- Medinilla lorentziana Mansf.
- Medinilla luraluensis Merr. & L.M.Perry
- Medinilla macrophylla Blume
- Medinilla macrophyma Jum. & H.Perrier
- Medinilla maculata Gardner
- Medinilla magnifica Lindl. – medinilla wspaniała
- Medinilla maidenii F.Muell.
- Medinilla malabarica Bedd. & C.E.C.Fisch.
- Medinilla malaboensis Bakh.f.
- Medinilla malindangensis Merr.
- Medinilla maluensis Mansf.
- Medinilla mandrakensis H.Perrier
- Medinilla mannii Hook.f.
- Medinilla mansfeldii Bakh.f.
- Medinilla markgrafii Merr. & L.M.Perry
- Medinilla masoalensis Jum. & H.Perrier
- Medinilla matitanensis Jum. & H.Perrier
- Medinilla matthewii Ridl.
- Medinilla mearnsii Merr.
- Medinilla medinilliana (Gaudich.) Fosberg & Sachet
- Medinilla megacalyx Merr.
- Medinilla membranacea Merr.
- Medinilla merguiensis C.B.Clarke
- Medinilla merrittii Merr.
- Medinilla micrantha Jum. & H.Perrier
- Medinilla micranthera H.Perrier
- Medinilla microcephala Regalado
- Medinilla minahassae Koord.
- Medinilla mindorensis Merr.
- Medinilla miniata Merr.
- Medinilla minutibracteata Bodegom
- Medinilla minutifolia Bodegom
- Medinilla mirabile (Gilg) Jacq.-Fél.
- Medinilla montana Cogn.
- Medinilla montisaping Regalado
- Medinilla mortonii Hemsl.
- Medinilla mucronata Koord. ex Bakh.f.
- Medinilla multialata Quisumb. & Merr.
- Medinilla multibracteata Bodegom
- Medinilla multiflora Merr.
- Medinilla multinervia Merr.
- Medinilla muricata Blume
- Medinilla musofo K.Schum. & Lauterb.
- Medinilla myrtiformis Triana
- Medinilla nana S.Y.Hu
- Medinilla napiformis Bakh.f.
- Medinilla neglecta M.P.Nayar
- Medinilla neoebudica Guillaumin
- Medinilla nervulosa Baker f.
- Medinilla nidularis Markgr.
- Medinilla nodosa Fosberg
- Medinilla novoguineensis Baker f.
- Medinilla oblanceolata Merr.
- Medinilla oblongifolia Cogn.
- Medinilla obovata Merr.
- Medinilla obreensis Mansf.
- Medinilla occidentalis Naudin
- Medinilla ovalifolia (A.Gray) A.C.Sm.
- Medinilla ovalis Merr.
- Medinilla ovata Jum. & H.Perrier
- Medinilla pachygona C.B.Rob.
- Medinilla pachyphylla Jum. & H.Perrier
- Medinilla palawanensis Regalado
- Medinilla panayensis Merr.
- Medinilla paniculata Mansf.
- Medinilla papillosa Baker
- Medinilla papuana Scheff.
- Medinilla papulosa Ohwi
- Medinilla parva Merr.
- Medinilla parvibractea Merr.
- Medinilla parvifolia Baker
- Medinilla patens Ridl.
- Medinilla pauciflora Hook.f. ex Triana
- Medinilla pedunculosa Ohwi ex Regalado
- Medinilla peekelii Mansf.
- Medinilla pellita Veldkamp & Karton.
- Medinilla peltata Merr.
- Medinilla pendens Ridl.
- Medinilla pendula Merr.
- Medinilla perrieri Veldkamp & Karton.
- Medinilla petelotii Merr.
- Medinilla pinnatinervia Merr.
- Medinilla plumosa Mansf.
- Medinilla polillensis C.B.Rob.
- Medinilla porphyrandra Ridl.
- Medinilla prostrata Jum. & H.Perrier
- Medinilla pterocaula Blume
- Medinilla pubiflora Merr. & L.M.Perry
- Medinilla pulleana Mansf.
- Medinilla punicea Bodegom
- Medinilla purpurea Elmer ex Merr.
- Medinilla pycnantha Quisumb. & Merr.
- Medinilla quadrangularis Jum. & H.Perrier
- Medinilla quadrialata Ohwi ex Regalado
- Medinilla quadrifolia Blume
- Medinilla quartzitarum Jum. & H.Perrier
- Medinilla quintuplinervis Cogn.
- Medinilla racemosa H.St.John
- Medinilla radicans Blume
- Medinilla radiciflora Quisumb. & Merr.
- Medinilla ramiflora Merr.
- Medinilla rhodochlaena A.Gray
- Medinilla rhodorhachis Baker f.
- Medinilla richardsii Regalado
- Medinilla ridleyi Merr.
- Medinilla robinsonii Elmer
- Medinilla robusticaulis Bakh.f.
- Medinilla rotundiflora H.Perrier
- Medinilla rubella H.Perrier
- Medinilla rubescens Merr. & L.M.Perry
- Medinilla rubicunda (Jack) Blume
- Medinilla rubiginosa Cogn.
- Medinilla rubrifolia Mansf.
- Medinilla rubrifrons Regalado
- Medinilla rubrifructus Ohwi
- Medinilla rubrinervis Jum. & H.Perrier ex Cordem.
- Medinilla rubrovenia Baker f.
- Medinilla rufescens Regalado
- Medinilla rufopilosa Ohwi ex Regalado
- Medinilla sahyadrica Sujanapal & Sasidh.
- Medinilla salicina Ohwi ex Regalado
- Medinilla samoensis (Hochr.) Christoph.
- Medinilla sapoi-riverensis  W.N.Takeuchi
- Medinilla sarcorhiza Cogn.
- Medinilla schlechteri Mansf.
- Medinilla schraderbergensi s Mansf.
- Medinilla schumanniana Mansf.
- Medinilla scortechinii King
- Medinilla sedifolia Jum. & H.Perrier
- Medinilla selangorensis J.F.Maxwell
- Medinilla sessiliflora Regalado
- Medinilla sessilifolia Merr.
- Medinilla sessilis Merr. & L.M.Perry
- Medinilla setiflora Bodegom
- Medinilla setigera Miq.
- Medinilla sogeriensis Baker f.
- Medinilla speciosa Blume
- Medinilla spectabilis A.C.Sm.
- Medinilla sphaerocarpa Hochr.
- Medinilla squillula Veldkamp
- Medinilla stenobotrys Merr.
- Medinilla stephanostegia Stapf
- Medinilla subalata Baker f.
- Medinilla subauriculata Regalado
- Medinilla subcordata Cogn.
- Medinilla suberosa Regalado
- Medinilla subviridis A.C.Sm.
- Medinilla succulenta Blume
- Medinilla sulcata Quisumb. & Merr.
- Medinilla surigaoensis Regalado
- Medinilla tapete-magicum Cámara-Leret & Veldkamp
- Medinilla tayabensis Merr.
- Medinilla tenuicaulis Ridl.
- Medinilla tenuipedicellata  Baker f.
- Medinilla tenuipes Merr.
- Medinilla ternatensis Miq.
- Medinilla ternifolia Triana
- Medinilla tetragona Cogn.
- Medinilla tetraptera Ohwi
- Medinilla teysmannii Miq.
- Medinilla theresae Fernando
- Medinilla torrentum Jum. & H.Perrier
- Medinilla torricellensis Mansf.
- Medinilla triangularis Jum. & H.Perrier
- Medinilla trinervia Cogn.
- Medinilla triochiton Bodegom
- Medinilla triplinervia Cogn.
- Medinilla tsinjoarivensis H.Perrier
- Medinilla tuberosa Jum. & H.Perrier ex Cordem.
- Medinilla tulagiensis Merr. & L.M.Perry
- Medinilla umbellata Merr.
- Medinilla umbrina Elmer
- Medinilla uncidens Jum. & H.Perrier
- Medinilla uninervis Veldkamp
- Medinilla urophylla Stapf
- Medinilla vagans Merr. & L.M.Perry
- Medinilla vanraaltii Boerl. & Koord.-Schum.
- Medinilla varingoidea Bakh.f.
- Medinilla venosa Blume
- Medinilla venusta King
- Medinilla verrucosa Blume
- Medinilla versteegii Mansf.
- Medinilla viguieri H.Perrier & H.Perrier
- Medinilla viscoides Triana
- Medinilla vohipararensis Jum. & H.Perrier
- Medinilla warica Mansf.
- Medinilla waterhousei Seem.
- Medinilla whitfordii Merr.
- Medinilla zoster Veldkamp